# Plananthus pinnatus
Plananthus pinnatus là một loài thực vật có mạch trong Họ Thạch tùng. Loài này được (Lam.) P. Beauv. miêu tả khoa học đầu tiên năm 1805.